# Мильцево (Ивановская область)
 Мильцево — деревня в Ивановском районе Ивановской области. Входит в состав Беляницкого сельского поселения.

## География
Находится в западной части Ивановской области на расстоянии приблизительно 8 км на запад-северо-запад по прямой от вокзала станции Иваново.

## История
В 1859 году здесь (тогда деревня Шуйского уезда Владимирской губернии) было учтено 24 двора.

## Население
Постоянное население составляло 104 человека (1859 год), 2 в 2002 году (русские 100 %), 20 в 2010.